# 耶律頗的
耶律頗的（やりつ はてき、生没年不詳）は、遼（契丹）の政治家。字は撒板。

## 経歴
季父房耶律奴瓜の孫にあたる。重熙初年、牌印郎君に任命された。清寧初年、易州知州に転じた。任期を終えて易州を去ることとなったが、部民が留任を求めたため、再任を許された。
咸雍8年（1072年）、彰国軍節度使に転じた。道宗が大牢古山で狩猟すると、頗的は行宮で道宗に拝謁した。道宗が辺境の事情を問い質すと、頗的は「応州の南境から天池にいたるまで、みな我が耕作放牧の地でした。清寧年間に辺境の軍人たちがたるんでいたため、宋の侵攻を受け、防御線も内に後退したのは、よろしくないことです」と答えた。北面林牙に任じられた。後に北宋との国境確定のための使者に立った。帰国すると、南院宣徽使に任じられた。
太康4年（1078年）、忠順軍節度使に転じた。まもなく南院大王となり、同知南京留守事をつとめた。南府宰相として召還され、貞良功臣の称号を賜った。呉国公に封じられ、北院枢密使となった。太安年間に致仕し、死去した。
子の耶律霞抹は、北院枢密副使となった。

## 伝記資料
- 『遼史』巻86 列伝第16